# Bauxita

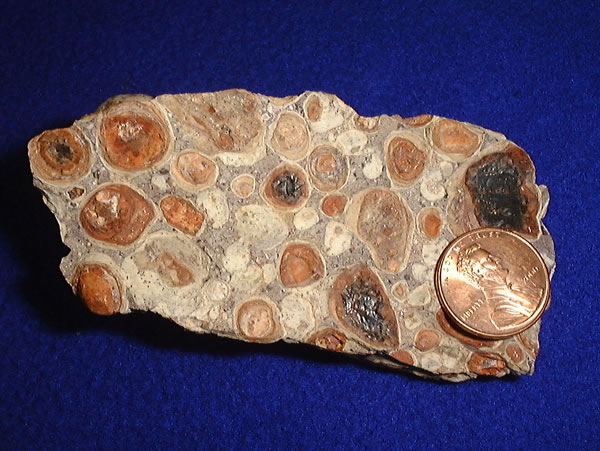
Bauxita

A bauxita (em português brasileiro) (o -xi- é pronunciado -chi-) ou bauxite (em português europeu) é uma mistura natural de óxidos de alumínio considerada mineral.  Seus principais componentes são a gibbsita Al(OH)3, boehmite γ-AlOOH e o diásporo α-AlO (OH), misturado com os dois óxidos de ferro (goethita e a hematita), além de caulinita, argila mineral e pequenas quantidades de TiO2 anatase. A bauxita é classificada de acordo com a aplicação comercial: abrasivos, cimento, produtos químicos, metalúrgicos e material refratário, entre outros.
A maior parte da extração mundial de bauxita (aproximadamente 85%) é usada como matéria-prima para a fabricação de alumínio, por lixiviação química, método conhecido como processo Bayer. Subsequentemente, a maioria da alumina produzida neste processo de refinamento é empregada como a matéria-prima para a produção de alumínio metálico pela redução eletrolítica da alumina em um banho de criolita natural ou sintética fundida (Na3AlF6), método conhecido como processo Hall-Héroult.
Bauxita é a matéria-prima mais usada na produção de alumina em escala comercial. Outras matérias-primas, como anortosito, alunita, rejeitos de carvão e petróleo de xisto, oferecem fontes potenciais adicionais de alumina. Embora pudessem requerer tecnologia nova, a alumina destes materiais não bauxíticos poderia satisfazer a demanda para metal primário, refratários, substâncias químicas de alumínio, e abrasivos. Mullita sintética é produzida de cianita e sillimanita, substitutos para refratários bauxíticos. Embora mais caros, carbeto de silício e alumina-zircônia substituem abrasivos bauxíticos.
Em sua composição, as bauxitas se associam à da gibbsita, entretanto, em sua maior parte formam uma mistura, contendo impurezas como: sílica, óxido de ferro, titânio e outros elementos. Tendo como consequência, não sendo considerada uma espécie mineral e numa classificação rígida, o nome bauxita dever se usado em alusão à rocha (bauxita). A formação básica dessa rocha constitui-se em: a gibbsita, a bohemita, e a diásparo, cujas principais características são relativas a gêneses dos depósitos.
Se fosse um mineral, a bauxita seria o terceiro mineral mais abundante na natureza e mesmo assim tornou-se um recurso natural muito valorizado. 90% do minério extraído destina-se à fabricação de alumínio, mas o processo continua sendo muito caro, pois são necessárias 5 toneladas de bauxita para produzir 1 tonelada de alumínio.
Antigamente se considerava a Bauxita um mineral, em sua composição era constatado 73,9% de alumina e 26,1% de água.

## História

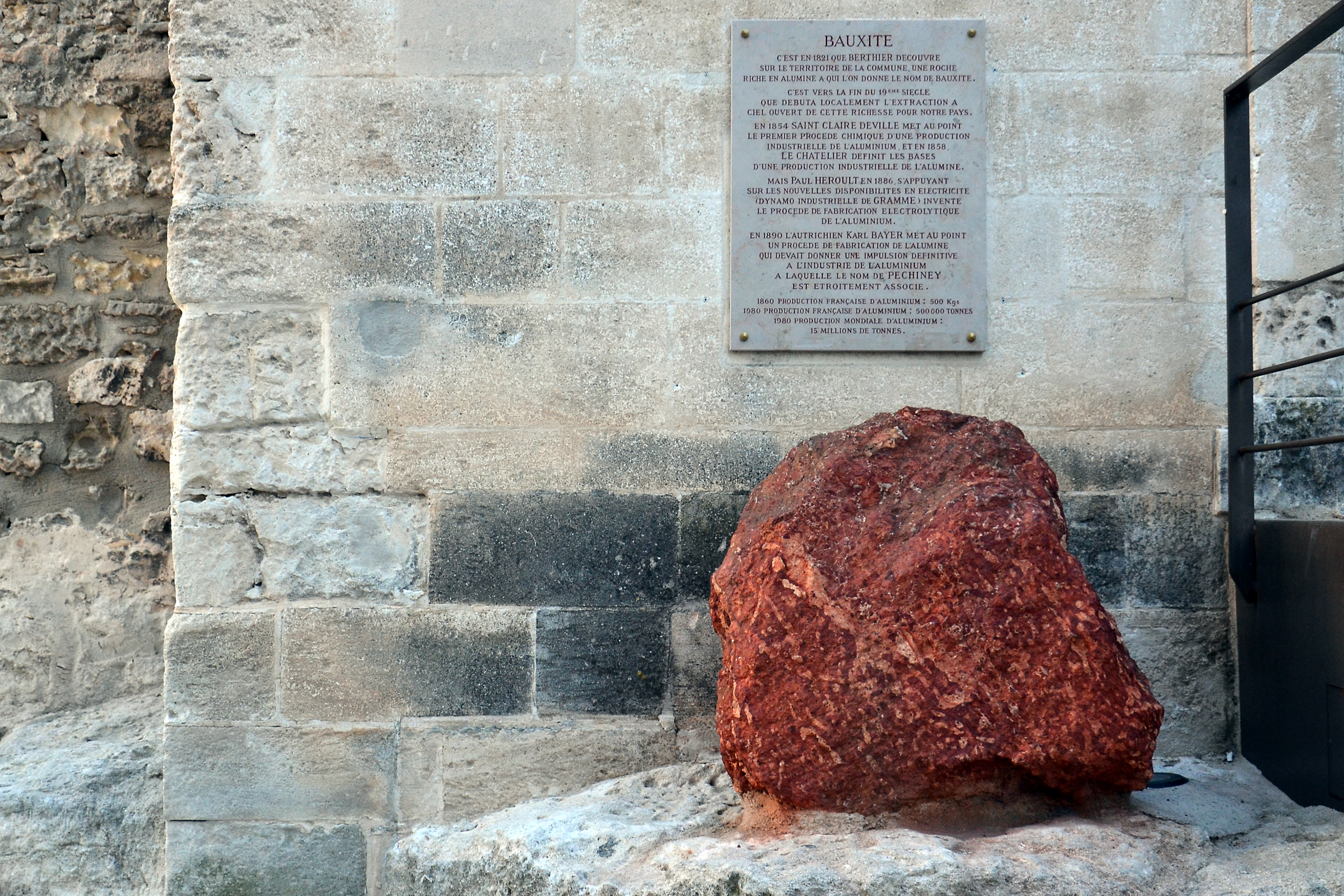
Bauxita, Les Baux-de-Provence na França

O termo bauxita é derivado do nome da aldeia Les Baux-de-Provence na França meridional, onde foi descoberta em 1821 pelo geólogo Pierre Berthier. Durante a segunda metade do século XIX, grande parte da produção de bauxita era realizada na França e utilizado para fins não metalúrgicos, enquanto a produção alumina era direcionada como mordente na indústria têxtil. Devido ao esgotamento de suas minas de bauxita, a França cessou quase completamente a sua exploração em 1991. As minas francesas eram localizadas em Var, Bouches-du-Rhône e Herault.

## Produção e reservas
Em 2007, a Austrália foi um dos maiores produtores de bauxita, com quase um terço da produção mundial, seguidos pela China, Brasil, Guiné e Índia. Embora a demanda de alumínio esteja aumentando rapidamente, as reservas conhecidas de seu minério de bauxita são suficientes para atender às demandas mundiais de alumínio por muitos séculos. O aumento da reciclagem de alumínio, que tem a vantagem de reduzir o custo de energia elétrica na produção de alumínio, vai preservar consideravelmente as reservas mundiais de bauxita.
| País                        | Produção | Produção | Reservas   | Base de Reservas |
| País                        | 2019     | 2020     | Reservas   | Base de Reservas |
| --------------------------- | -------- | -------- | ---------- | ---------------- |
| Austrália                   | 105,000  | 110,000  | 5,100,000  | x                |
| China                       | 70,000   | 60,000   | 1,000,000  | x                |
| Guiné                       | 67,000   | 82,000   | 7,400,000  | x                |
| Brasil                      | 34,000   | 35,000   | 2,700,000  | x                |
| Índia                       | 23,000   | 22,000   | 660,000    | x                |
| Indonésia                   | 17,000   | 23,000   | 1,200,000  | x                |
| Jamaica                     | 9,020    | 7,700    | 2,000,000  | x                |
| Cazaquistão                 | 5,800    | 5,800    | 160,000    | x                |
| Rússia                      | 5,570    | 6,100    | 500,000    | x                |
| Arábia Saudita              | 4,050    | 4,000    | 190,000    | x                |
| Vietnã                      | 4,000    | 4,000    | 3,700,000  | x                |
| Malásia                     | 900      | 500      | 170,000    | x                |
| Outros países               | 12,000   | 11,000   | 4,900,000  | x                |
| Total mundial (arredondado) | 358,000  | 371,000  | 30,000,000 | x                |

## Impactos ambientais
Três características do solo são principalmente afetadas com a degradação: perda da camada superficial, alteração da estrutura e perda da matéria orgânica.
A extração de minério, a exemplo de algumas outras atividades de exploração de recursos da natureza, causa o ônus, evidenciando em seus canteiros de obras um rastro da intensa alteração do ambiente, tanto com referência à paisagem local como em profundidade física e temporal. Os solos das áreas degradadas pela extração de Bauxita, costumam ter como característica  níveis baixos de nutrientes e com propriedades físico-químicas diferenciadas, quando comparadas ao solo original.
A exploração da Bauxita gera derrogação da vegetação, realizando alterações radicais a paisagem o que prejudica a todo ecossistema. No processo de identificação dos impactos ambientais tem que se levar em conta que todos os trabalhos envolvendo mineração tem relação direta com escavação e movimentação de terra. Resultante dessas atividades estão o desflorestamento, a mudança da superfície topográfica da paisagem, a destruição ou deterioração das camadas superficiais do solo, a instabilização de encostas e terrenos em geral, erosão e assoreamento.
- Lista de minerais
- Lama vermelha
- Gibbsita